# Ohio County (Kentucky)
Ohio County is een county in de Amerikaanse staat Kentucky.
De county heeft een landoppervlakte van 1.538 km² en telt 22.916 inwoners (volkstelling 2000). De hoofdplaats is Hartford en de dichtstbevolkte stad is Beaver Dam.

## Bevolkingsontwikkeling

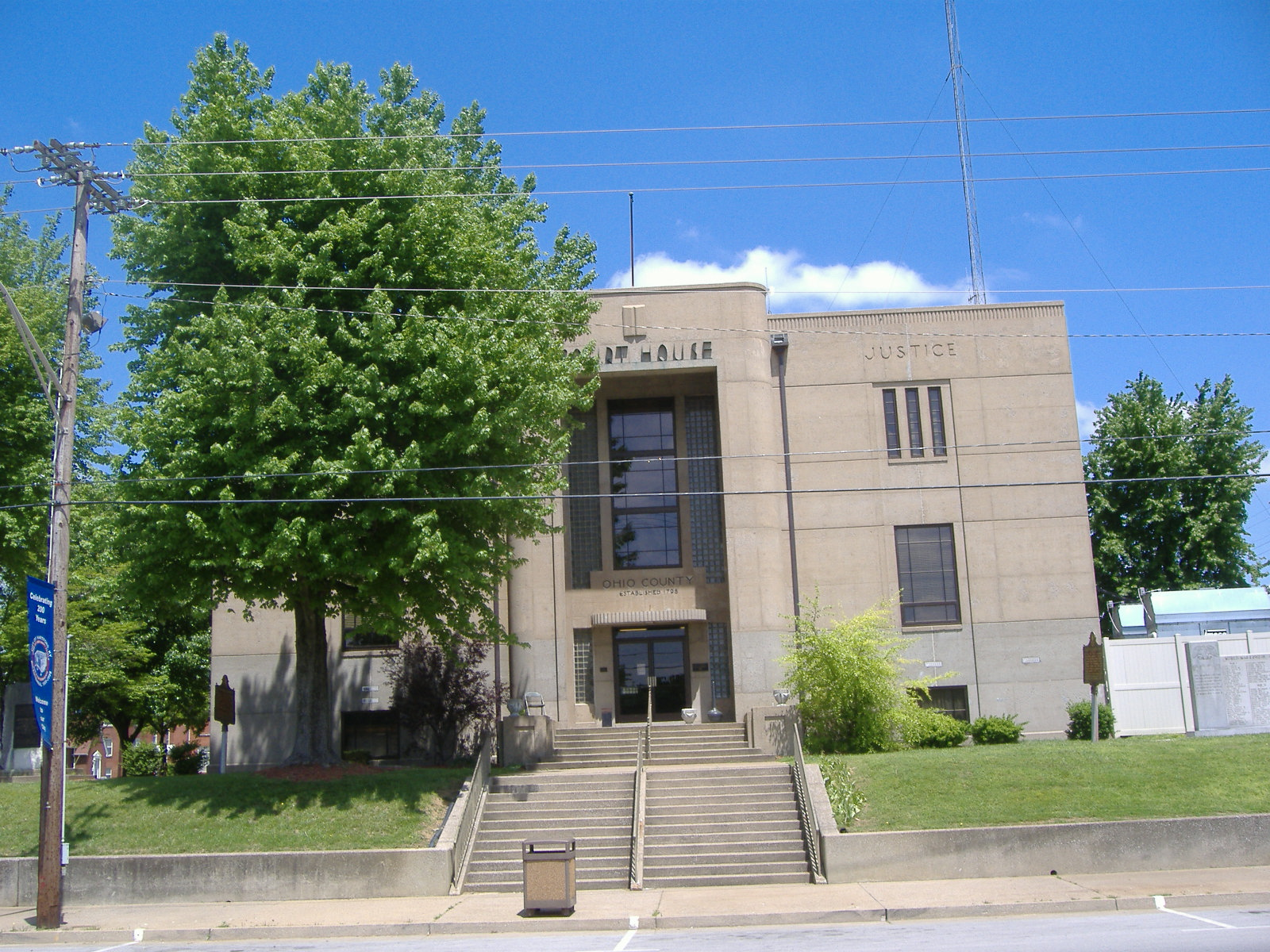
Ohio County Courthouse